# Ákos Szarka
Ákos Szarka (* 24. listopadu 1990, Dunajská Streda) je slovenský fotbalový útočník, od ledna 2017 hráč klubu Diósgyőri VTK. Jeho fotbalovým vzorem je švédský útočník Zlatan Ibrahimovič.

## Klubová kariéra
Svoji fotbalovou kariéru začal v Malých Dvorníkách, odkud v průběhu mládeže přestoupil do Slovanu Bratislava.

### ŠK Slovan Bratislava
V roce 2010 se propracoval do prvního týmu a na jaře 2011 vybojoval s "belasými" titul v lize. V sezóně 2012/13 získal s mužstvem „double“, tzn. ligový titul a triumf v domácím poháru. Celkem za Slovan odehrál 32 zápasů, ve kterých se střelecky neprosadil.

### FC Petržalka 1898 (hostování)
Před jarní částí sezony 2010/11 odešel na hostování do Petržalky. Za tým během celého svého působení odehrál 29 střetnutí, ve kterých vstřelil 7 gólů.

### ŠK SFM Senec (hostování)
V průběhu podzimu 2011 zamířil hostovat do Sence. Za klub odehrál dohromady 12 zápasů, v nichž celkem 3x rozvlnil síť.

### DAC 1904 Dunajská Streda
V létě 2013 odešel na půl roku hostovat do Dunajské Stredy. V zimě 2013/14 bylo hostování prodlouženo do konce ročníku. V dubnu 2014 v zápase FK Senica - DAC 1904 Dunajská Streda (remíza 3:3) nevybíravě fauloval zezadu domácího hráče Tomáše Kóňu, zlomil mu nohu a poškodil vazy. Byl vyloučen, ještě předtím v prvním poločase stihl za DAC dvakrát skórovat. Představitelé FK Senica včetně trenéra Pavla Hapala zákrok viděli jako úmyslný. Za faul dostal Szarka distanc na 9 měsíců a pokutu v hodnotě 2 000 eur. 
V září 2014 do mužstva přestoupil, když podepsal kontrakt do konce sezony 2016/17. 10. 10. 2014 disciplinární komise zrušila hráči zbytek trestu a fotbalista mohl hrát.

29. srpna 2015 vstřelil v ligovém zápase proti FO ŽP ŠPORT Podbrezová čtyři góly a výraznou měrou se podílel na vítězství 5:1.

### Diósgyőri VTK
V lednu 2017 podepsal smlouvu na 3,5 roku s maďarským prvoligovým klubem Diósgyőri VTK.

## Reprezentační kariéra
V letech 2011–2012 nastupoval v mládežnickém týmu Slovensko U21.